# Friedrich Syrup
Friedrich Syrup est un juriste et un homme politique allemand, né le 9 octobre 1881 à Lüchow (province de Hanovre) et mort le 31 août 1945 à Sachsenhausen (Allemagne occupée).
Il est ministre du Travail de 1932 à 1933.
Pendant la Seconde Guerre mondiale, il est impliqué dans le « plan de la faim » mis en œuvre dans les zones occupées de l’Union soviétique.

## Biographie
Né le 9 octobre 1881 à Lüchow dans le district prussien de Dannenberg, Friedrich Syrup est le fils d'un employé des postes ; il effectue des études d'ingénieur, de droit et de sciences politiques. En 1905, il rejoint le service d'inspection industrielle de Prusse où il travaille jusqu'en 1918 ; pendant cette période, il se fait connaître au travers de publications scientifiques. En 1918, il est délégué par le ministère prussien du Commerce et de l'Industrie au ministère de la Démobilisation au sein duquel il est responsable de la réintégration des anciens soldats dans l'industrie civile. Dans ce cadre, il crée le bureau du Reich pour l'emploi, dont il devient le président en 1920. De 1927 à 1938, il est président de l'organisme chargé de la mise à l'emploi et des allocations de chômage. Lorsque cet organisme est intégré au ministère fédéral du travail et des affaires sociales, Friedrich Syrup y devient secrétaire d'État.
Il devient ministre du Travail de la république de Weimar dans le gouvernement dirigé par Kurt von Schleicher, mais il est renvoyé à son ancienne fonction par Adolf Hitler après sa nomination comme chancelier. En 1936, Hermann Göring, plénipotentiaire pour le plan de quatre ans nomme Friedrich Syrup à la tête du Geschäftsgruppe Arbeitseinsatz ; il dirige la politique de travail forcé des Juifs sans emploi. Il devient membre du Conseil d'État de Prusse en 1939 et participe à la réunion des secrétaires d'État du 2 mai 1941, qui porte sur la mise en place du plan de la faim.
Il subit une sévère dépression en 1941, après laquelle il reprend le travail à temps partiel. Il est ensuite placé sous les ordres de Fritz Sauckel. Vivant à Berlin à la fin de la Seconde Guerre mondiale, Syrup est incarcéré, le 7 juin 1945, au camp de concentration de Sachsenhausen, devenu camp d'internement du NKVD : il y meurt le 31 août 1945.

## Ouvrages
- Arbeitseinsatz und Arbeitsbeschaffung / Friedrich Syrup. Berlin, [1939].
- Der Arbeitseinsatz und die Arbeitslosenhilfe in Deutschland / Friedrich Syrup. Berlin, 1936.
- Astigmatische Spiegelung im dreiaxigen Ellipsoid / presented by Friedrich Syrup. Rostock, Univ., Diss., 1905.
- Probleme des Arbeitsmarktes und der Arbeitslosenversicherung / Syrup. Cologne, 1930.